# WinShell
A WinShell egy zárt forráskódú, többnyelvű integrált fejlesztői környezet (IDE) LaTeX-hez és TeX-hez.
A WinShell egy beépített szövegszerkesztővel és szintaxis kiemelővel, projekt menedzserrel helyesírás ellenőrzővel, BibTeX kezelőfelülettel, Unicode támogatással rendelkezik. Valamint hordozható változata is van (pl. USB-re).
Nem a  LaTeX rendszer, hanem egy kiegészítő Microsoft Windows LaTeX fordító rendszer (mint pl. MiKTeX vagy TeX Live) szükséges hozzá.

## Nyelvek
A WinShell által támogatott nyelvek: brazíliai portugál, portugál, katalán, kínai, cseh, dán, holland, angol, galíciai, német, magyar, olasz, japán, mexikói spanyol, lengyel, portugál, orosz, spanyol, svéd és török.

## Platformok közti együttműködés
A WinShell képes együtt dolgozni a MiKTeX, a TeX Live valamint a W32TeX disztribúciókkal. Az első indulásnál, a WinShell felismeri a disztribúciót és elkészíti a parancssori argumentumokat, ami a PDF-hez hasonlatos megjelenítést tesz lehetővé. Az Adobe Reader-hez a WinShell előbb bezárja a PDF-et, mielőtt fordítja. A SumatraPDF megjelenítőhöz automatikusan létrehozza a megfelelő parancsokat.